# Salicornia depressa
Salicornia depressa là loài thực vật có hoa thuộc họ Dền. Loài này được Standl. miêu tả khoa học đầu tiên năm 1916.